# Campionati del mondo di duathlon long distance del 2013
I Campionati del mondo di duathlon long distance del 2013  (XV edizione) si sono tenuti a Zofingen in Svizzera l'8 settembre 2013.
La gara maschile è stata vinta dal belga Rob Woestenborghs, mentre quella femminile - per la seconda volta consecutiva dopo quella del 2012 - dalla svedese Eva Nyström.

## Risultati

### Élite uomini
| Pos. | Atleta               | Paese       | Corsa    | Bici     | Corsa    | Totale   |
| ---- | -------------------- | ----------- | -------- | -------- | -------- | -------- |
|      | Rob Woestenborghs    | Belgio      | 00:30:22 | 03:47:46 | 02:01:21 | 06:21:39 |
|      | Andre Moser          | Svizzera    | 00:30:26 | 03:56:10 | 01:54:50 | 06:24:16 |
|      | Michael Wetzel       | Germania    | 00:31:30 | 03:53:59 | 01:56:50 | 06:24:47 |
| 4    | Matt Moorhouse       | Regno Unito | 00:32:27 | 03:52:57 | 01:58:13 | 06:26:23 |
| 5    | Soren Bystrup        | Danimarca   | 00:30:46 | 03:56:42 | 01:58:50 | 06:28:33 |
| 6    | Andreas Sutz         | Svizzera    | 00:30:35 | 03:59:32 | 01:57:52 | 06:30:22 |
| 7    | Michael Kopf         | Germania    | 00:31:30 | 03:54:43 | 02:01:20 | 06:30:40 |
| 8    | Yannick Cadalen      | Francia     | 00:30:22 | 04:04:45 | 01:56:10 | 06:33:34 |
| 9    | Marc Widmer          | Svizzera    | 00:32:05 | 03:54:29 | 02:05:58 | 06:35:07 |
| 10   | Daniel Formela       | Polonia     | 00:31:49 | 03:59:36 | 02:01:12 | 06:35:47 |
| 11   | Oliver Mott          | Regno Unito | 00:30:21 | 04:02:45 | 02:01:25 | 06:37:27 |
| 12   | Johan Lindgren       | Svezia      | 00:31:53 | 04:06:22 | 01:57:26 | 06:38:51 |
| 13   | Sébastien Hansen     | Francia     | 00:32:16 | 03:58:04 | 02:12:14 | 06:45:10 |
| 14   | Stefan Wrzaczek      | Austria     | 00:33:06 | 04:05:24 | 02:06:39 | 06:47:48 |
| 15   | David Vaughan        | Irlanda     | 00:32:42 | 04:14:24 | 01:59:15 | 06:48:46 |
| 16   | Grigoris Skoularikis | Grecia      | 00:33:09 | 04:10:02 | 02:03:14 | 06:49:39 |
| 17   | Rohan Philip Kennedy | Sudafrica   | 00:32:28 | 04:14:41 | 02:02:26 | 06:52:28 |
| 18   | Sebastian Retzlaff   | Germania    | 00:33:41 | 04:04:13 | 02:13:38 | 06:54:47 |
| 19   | Lukas Baumann        | Svizzera    | 00:32:23 | 04:05:57 | 02:15:03 | 06:56:30 |
| 20   | Jonas Baumann        | Svizzera    | 00:33:06 | 04:13:58 | 02:11:05 | 07:00:49 |
| 21   | Laurent Martinou     | Francia     | 00:34:00 | 04:13:05 | 02:11:20 | 07:01:23 |
| 22   | Fabian Zehnder       | Svizzera    | 00:31:18 | 04:12:59 | 02:15:06 | 07:02:07 |
| 23   | Bojan Cebin          | Slovenia    | 00:31:35 | 04:22:16 | 02:08:17 | 07:05:07 |

### Élite donne
| Pos. | Atleta                       | Paese       | Corsa    | Bici     | Corsa    | Totale   |
| ---- | ---------------------------- | ----------- | -------- | -------- | -------- | -------- |
|      | Eva Nyström                  | Svezia      | 00:35:54 | 04:22:57 | 02:11:17 | 07:13:08 |
|      | Julia Viellehner             | Germania    | 00:35:33 | 04:39:56 | 02:06:02 | 07:24:36 |
|      | Ruth Brennan Morrey          | Stati Uniti | 00:36:33 | 04:42:24 | 02:05:13 | 07:27:04 |
| 4    | Barbara Schwarz              | Svizzera    | 00:36:32 | 04:32:43 | 02:14:24 | 07:27:11 |
| 5    | May Kerstens                 | Paesi Bassi | 00:35:54 | 04:32:50 | 02:17:25 | 07:29:06 |
| 6    | Petra Eggenschwiler          | Svizzera    | 00:35:33 | 04:35:34 | 02:14:46 | 07:29:31 |
| 7    | Simone Helfenschneider-ofner | Austria     | 00:36:32 | 04:38:56 | 02:15:10 | 07:33:09 |
| 8    | Karin Gerber                 | Svizzera    | 00:39:32 | 04:29:07 | 02:21:55 | 07:34:26 |
| 9    | Maja Jacober                 | Svizzera    | 00:40:22 | 04:34:36 | 02:20:52 | 07:39:27 |
| 10   | Jacqueline Uebelhart         | Svizzera    | 00:39:19 | 04:42:49 | 02:24:31 | 07:50:55 |